# Усилитель биопотенциалов
Усили́тель биопотенциа́лов (УБП) — электрофизиологический прибор, одна из разновидностей измерительного усилителя. Служит для усиления и регистрации электрической активности живых объектов. Может быть самостоятельным прибором, или являться блоком других устройств, таких, как электрокардиограф, холтеровский монитор или детектор лжи. УБП, выполненный как отдельный прибор, может быть моноблочным, а может иметь выносной предусилитель, располагающийся максимально близко к электродам.

## История
До разработки электронных усилителей, биопотенциалы регистрировали с использованием зеркальных гальванометров и электромеханических шлейфовых осциллографов.
В 1925 году Эдгар Дуглас Эдриан применил ламповый усилитель для регистрации потенциала действия нервных волокон. За эту работу в 1932 году он, совместно с Чарльзом Шеррингтоном, был удостоен Нобелевской премии по физиологии и медицине.
Долгое время электронные лампы были основой для построения усилителей биопотенциалов. Начиная с 70-х годов XX века начинают широко применяться полупроводниковые усилители со входным каскадом на полевых транзисторах.
До 80-х годов XX века экспериментаторы часто самостоятельно конструировали и изготавливали усилители биопотенциалов.

## Типы УБП
Различные виды УБП предназначены для внутриклеточной (микроэлектродный УБП, УБП для пэтч-клямп) и внеклеточной регистрации.
Усилители биопотенциалов, обычно обладают высоким входным сопротивлением (для некоторых типов — более 1 ГОм) и высоким коэффициентом усиления. При их разработке предпринимаются разнообразные меры для борьбы с помехами — активное экранирование, RL-контроллер.
Часто в состав усилителя биопотенциалов входят дополнительные блоки — электростимуляторы, генераторы командного потенциала, источники калибровочных сигналов, блоки визуализации сигнала, АЦП.
Существуют универсальные усилители биопотенциалов, позволяющие использовать их для работы с различными объектами (например, большинство усилителей для экстраклеточных отведений) и узкоспециализированные (например, усилитель для работы с ооцитами ксенопуса).

## Конструкция
Современные УБП строятся, как правило, на основе специализированных интегральных микросхем, таких, как AD620, INA118.
Типичный усилитель биопотенциалов включает следующие блоки:
- блок защиты входных цепей. Служит для предотвращения выхода прибора из строя при случайном перенапряжении или разрядах статического электричества. Также не допускает возникновение на входных зажимах усилителя напряжения, которое через электроды может быть подведено к объекту исследования.
- предварительный усилитель. Строится на основе специализированной микросхемы инструментального усилителя. Служит для выделения полезного сигнала из помех. Может включать в себя контроллер активного экранирования входа усилителя. Может содержать схему компенсации входной ёмкости [6].
- контроллер активного заземления (RL-контроллер, подавляющий усилитель).
- блок контроля сопротивления электродов.
- фильтры высоких и низких частот.
- Заградительный фильтр 50 Гц
- схему определения перегрузки.
- оконечный усилитель.
- схему гальванической развязки выхода.

В целях обеспечения электробезопасности и защиты от помех, питание даже стационарных усилителей часто бывает батарейным.
Усилители биопотенциалов могут быть сложными аналогово-цифровыми приборами, использующими ПЛИС, сигнальные процессоры и работающие под управлением микроконтроллеров.